# 迪吉亞國家公園
迪吉亞國家公園（英語：Digya National Park）是西非國家加納的國家公園，位於該國東南部東博諾大區的沃爾特水庫西岸，佔地3,743平方公里，成立於1971年，每年平均降雨量1,000至1,200毫米，野生動物包括非洲象、豹、羚羊等。